# Ermita de San Bernardo (Carlet)
La ermita de San Bernardo Mártir (Sant Bernat) en el término municipal de Carlet (Provincia de Valencia, España), se encuentra en el Camino de Sant Bernat y en el despoblado de Pintarrafes (o Pintarrafecs). Es Bien de Relevancia Local con identificador número 46.20.085-002.
Es una capilla de planta centralizada. Consta de una doble planta que es de forma heptagonal por el exterior, única en Europa, y circular en el interior. El espacio central está cubierto con una airosa cúpula de tejas sobre tambor. En el tambor, también heptagonal, se abren ventanas circulares. El cuerpo que rodea el espacio central tiene un piso alto, en el que se abren balcones.
Puede describirse el edificio como un templo centralizado, con tribunas y doble planta. 

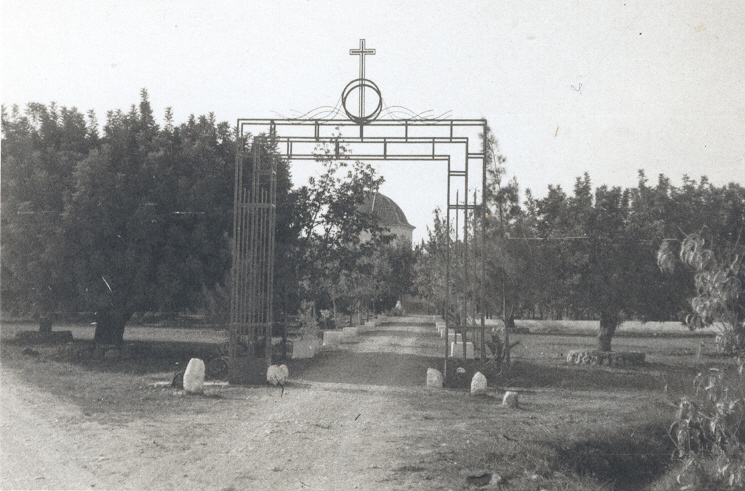
Imagen del acceso a la ermita de San Bernardo, en Carlet, tomada en 1967.

Se construyó sobre el lugar donde dice la tradición que estaba el palacio del rey moro de Carlet, su padre, y posteriormente de su otro hermano, que martirizó y asesinó a Bernat y a sus hermanas, María y Gracia, por haberse convertido al cristianismo..
La Ermita se hallaba situada en un bello paraje con algarrobos, ahora sustituidos con cultivos de regadío como naranjos y melocotoneros. Contaba con una hermosa pinada que fue destruida por el viento, plantando posteriormente moreras que dan buena sombra en verano. Anualmente el pueblo celebra la Romería el día 23 de julio en honor a su patrón. El edificio en sí viene precedido por dos bancos semicirculares que marcan una plazoleta. En uno de sus extremos hay un pozo y en el otro está la entrada a la casa del ermitaño.
Cavanilles hace referencia al despoblado de Pintarafes (sic) como el lugar donde nació San Bernardo, pero se equivoca al decir que este lugar se encuentra entre Carlet y Benimodo, que sería al oeste suroeste, y no donde en realidad se encuentra, que es al oesnoroeste, cerca del Camí de Xátiva, que es un antiquísimo camino en gran parte coincidente con la Vía Augusta del Imperio Romano ubicado entre Catadau y Alberique, sin pasar ni por Carlet, ni Benimodo, ni Alcudia ni otras poblaciones fundadas posteriormente. La excepción es Alberique, aunque es probable que, siendo un pueblo fundado por los árabes, corresponda a la ubicación de una población de la época romana.

## Imagen de satélite
- En Google maps, Street View:
- de San Bernardo en Carlet. Tomado de WikiMapia